# 堇色副矛鰭石首魚
堇色副矛鰭石首魚為輻鰭魚綱鱸形目鱸亞目石首魚科的其中一種，分布東太平洋區，從加利福尼亞灣至秘魯海域，本魚體細長而側扁，背部略微隆起，吻端突出，口小，下巴無觸鬚，體色從紫青銅色至灰褐色，魚鰭黑色，體長可達25公分，棲息在岩石底質海域，夜行性，可做為食用魚及觀賞魚。